# Seven de Australia 2024
El Seven de Australia 2024 fue el tercer torneo de la Serie Mundial de Rugby 7, temporada 2023-24. Se realizó en las modalidades femenina y masculina. Se disputó en la instalaciones del Estadio Rectangular de Perth. Los equipos campeones fueron Irlanda en mujeres y Argentina en varones.

## Formato
Se disputa según el formato establecido para la competencia olímpica, con algunas modificaciones.
- Etapa de grupos. En cada torneo se conforman tres grupos (pools) de cuatro equipos cada uno, todos contra todos. Los grupos se conforman de acuerdo a la posición de cada equipo en el torneo anterior: Grupo A (1, 6, 7, 12); Grupo B (2, 5, 8, 10); Grupo C (3, 4, 9, 11). A diferencia del formato olímpico, en esta etapa no hay empate y, de ser necesario, cada partido debe definirse por el sistema de "primera diferencia". El equipo ganador obtiene tres puntos y el que pierde ninguno, pero a diferencia del formato olímpico, en esta etapa se concede un punto bonus al equipo que pierda por siete puntos o menos.
- Etapa eliminatoria (knockout).
  - Cuartos de final. Los dos primeros equipos de cada grupo y los dos mejores terceros, clasifican a los cuartos de final de la copa. Las llaves se forman siguiendo el siguiente criterio: A1 vs 8; C2 vs B2; C1 vs A2; B1 vs 7.
  - Noveno lugar. Los cuatro restantes equipos de cada grupo disputan el noveno lugar mediante semifinales y final.
  - Quinto y séptimo. Los dos "mejores" perdedores en cuartos de final disputan el quinto lugar, mientras que los otros dos disputan el séptimo lugar.
  - Semifinales y final. Los equipos ganadores en los cuartos de final de la etapa eliminatoria, disputan las semifinales y los que resulten ganadores en esa instancia disputan la final.

## Competencia femenina
- Grupo A: Australia (7), Gran Bretaña (7), Canadá (4), Sudáfrica (0).
- Grupo B: Francia (9), Fiyi (6), Brasil (3), España (1).
- Grupo C: Nueva Zelanda (9), Irlanda (7), Estados Unidos (4), Japón (0).

Clasifican los dos primeros de cada grupo y los dos mejores terceros.
|  | Cuartos de final | Cuartos de final | Cuartos de final |                |           | Semifinales | Semifinales | Semifinales |              |              | Final          | Final          | Final |  |
|  |                  |                  |                  |                |           |             |             |             |              |              |                |                |       |  |
|  |                  |                  |                  |                |           |             |             |             |              |              |                |                |       |  |
|  | B2               | Fiyi             | 12               |                |           |             |             |             |              |              |                |                |       |  |
|  | B2               | Fiyi             | 12               |                |           |             |             |             |              |              |                |                |       |  |
|  | C2               | Irlanda          | 14               |                |           |             |             |             |              |              |                |                |       |  |
|  | C2               | Irlanda          | 14               |                | Irlanda   | Irlanda     | 31          |             |              |              |                |                |       |  |
|  |                  |                  |                  |                | Irlanda   | Irlanda     | 31          |             |              |              |                |                |       |  |
|  |                  |                  | Gran Bretaña     | Gran Bretaña   | 7         |             |             |             |              |              |                |                |       |  |
|  | A2               | Gran Bretaña     | Gran Bretaña     | Gran Bretaña   | 7         | 7           |             |             |              |              |                |                |       |  |
|  | A2               | Gran Bretaña     |                  |                |           |             |             |             |              |              |                |                |       |  |
|  | 8                | Canadá           | 0                |                |           |             |             |             |              |              |                |                |       |  |
|  | 8                | Canadá           | 0                |                |           |             |             |             |              | Irlanda      | Irlanda        | 19             |       |  |
|  |                  |                  |                  |                |           |             |             |             |              | Irlanda      | Irlanda        | 19             |       |  |
|  |                  |                  | Australia        | Australia      | 14        |             |             |             |              |              |                |                |       |  |
|  | C1               | Nueva Zelanda    | Australia        | Australia      | 14        | 14          |             |             |              |              |                |                |       |  |
|  | C1               | Nueva Zelanda    |                  |                |           |             |             |             |              |              |                |                |       |  |
|  | A1               | Australia        | 24               |                |           |             |             |             |              |              |                |                |       |  |
|  | A1               | Australia        | 24               |                | Australia | Australia   | 24          |             |              | Tercer lugar | Tercer lugar   | Tercer lugar   |       |  |
|  |                  |                  |                  |                | Australia | Australia   | 24          |             |              | Tercer lugar | Tercer lugar   | Tercer lugar   |       |  |
|  |                  |                  | Estados Unidos   | Estados Unidos | 7         |             |             |             |              |              |                |                |       |  |
|  | B1               | Francia          | Estados Unidos   | Estados Unidos | 7         | 5           |             |             | Gran Bretaña | Gran Bretaña | 24             |                |       |  |
|  | B1               | Francia          |                  |                |           |             |             |             | Gran Bretaña | Gran Bretaña | 24             |                |       |  |
|  | 7                | Estados Unidos   | 21               |                |           |             |             |             |              |              | Estados Unidos | Estados Unidos | 10    |  |
|  | 7                | Estados Unidos   | 21               |                |           |             |             |             |              |              | Estados Unidos | Estados Unidos | 10    |  |
|  |                  |                  |                  |                |           |             |             |             |              |              |                |                |       |  |

- Partido por el quinto puesto: Nueva Zelanda venció a Francia
- Partido por el séptimo puesto: Canadá venció a  Fiyi
- Partido por el noveno puesto: Brasil venció a Sudáfrica
- Partido por el undécimo puesto: Japón venció a España.

### Tabla general femenina al finalizar el torneo
1. Australia (58)
2. Nueva Zelanda (46)
3. Francia (44)
4. Irlanda (38)
5. Estados Unidos (36)
6. Canadá (32)
7. Fiyi (30)
8. Gran Bretaña (24)
9. Brasil (14)
10. Japón (9)
11. Sudáfrica (7)
12. España (4)

## Competencia masculina
- Grupo A: Argentina (9), Sudáfrica (6), España (4), Canadá (0).
- Grupo B: Estados Unidos (9), Irlanda (6), Australia (4), Gran Bretaña (2).
- Grupo C: Fiyi (9), Francia (7), Nueva Zelanda (4), Samoa (3).

Clasifican los dos primeros de cada grupo y los dos mejores terceros.
|  | Cuartos de final | Cuartos de final | Cuartos de final |           |         | Semifinales | Semifinales | Semifinales |         |              | Final        | Final        | Final |  |
|  |                  |                  |                  |           |         |             |             |             |         |              |              |              |       |  |
|  |                  |                  |                  |           |         |             |             |             |         |              |              |              |       |  |
|  | B2               | Irlanda          | 21               |           |         |             |             |             |         |              |              |              |       |  |
|  | B2               | Irlanda          | 21               |           |         |             |             |             |         |              |              |              |       |  |
|  | C2               | Francia          | 14               |           |         |             |             |             |         |              |              |              |       |  |
|  | C2               | Francia          | 14               |           | Irlanda | Irlanda     | 5           |             |         |              |              |              |       |  |
|  |                  |                  |                  |           | Irlanda | Irlanda     | 5           |             |         |              |              |              |       |  |
|  |                  |                  | Argentina        | Argentina | 24      |             |             |             |         |              |              |              |       |  |
|  | A1               | Argentina        | Argentina        | Argentina | 24      | 28          |             |             |         |              |              |              |       |  |
|  | A1               | Argentina        |                  |           |         |             |             |             |         |              |              |              |       |  |
|  | 8                | España           | 17               |           |         |             |             |             |         |              |              |              |       |  |
|  | 8                | España           | 17               |           |         |             |             |             |         | Argentina    | Argentina    | 31           |       |  |
|  |                  |                  |                  |           |         |             |             |             |         | Argentina    | Argentina    | 31           |       |  |
|  |                  |                  | Australia        | Australia | 5       |             |             |             |         |              |              |              |       |  |
|  | C1               | Fiyi             | Australia        | Australia | 5       | 14          |             |             |         |              |              |              |       |  |
|  | C1               | Fiyi             |                  |           |         |             |             |             |         |              |              |              |       |  |
|  | A2               | Sudáfrica        | 12               |           |         |             |             |             |         |              |              |              |       |  |
|  | A2               | Sudáfrica        | 12               |           | Fiyi    | Fiyi        | 7           |             |         | Tercer lugar | Tercer lugar | Tercer lugar |       |  |
|  |                  |                  |                  |           | Fiyi    | Fiyi        | 7           |             |         | Tercer lugar | Tercer lugar | Tercer lugar |       |  |
|  |                  |                  | Australia        | Australia | 22      |             |             |             |         |              |              |              |       |  |
|  | B1               | Estados Unidos   | Australia        | Australia | 22      | 7           |             |             | Irlanda | Irlanda      | 24           |              |       |  |
|  | B1               | Estados Unidos   |                  |           |         |             |             |             | Irlanda | Irlanda      | 24           |              |       |  |
|  | 7                | Australia        | 31               |           |         |             |             |             |         |              | Fiyi         | Fiyi         | 7     |  |
|  | 7                | Australia        | 31               |           |         |             |             |             |         |              | Fiyi         | Fiyi         | 7     |  |
|  |                  |                  |                  |           |         |             |             |             |         |              |              |              |       |  |

- Partido por el quinto puesto: Sudáfrica venció a Francia
- Partido por el séptimo puesto: Estados Unidos Canadá venció a España
- Partido por el noveno puesto: Nueva Zelanda venció a Samoa
- Partido por el undécimo puesto: Gran Bretaña venció a Canadá.

### Tabla general masculina al finalizar el torneo
1. Argentina (58)
2. Fiyi (44)
3. Australia (44)
4. Sudáfrica (42)
5. Irlanda (42)
6. Nueva Zelanda (32)
7. Francia (20)
8. Estados Unidos (16)
9. Samoa (14)
10. Canadá (14)
11. España (11)
12. Gran Bretaña (9)